# Hästö sund
Hästö sund är ett sund i Finland. Det ligger i Houtskär i landskapet Egentliga Finland, i den sydvästra delen av landet, 200 km väster om huvudstaden Helsingfors.
Hästö sund ligger mellan Hyppeis i norr och Hästö i söder. Sundet binder samman Fiskö fjärden i väster med Hästö fjärden i öster.